# Economia del Txad
L'Índex de desenvolupament humà de l'ONU col·loca el Txad com el cinquè país més pobre del món, ja que el 80% de la població viu per sota del llindar de pobresa. El 2005 la renda per capita es va estimar en 1.500 dòlars. Malgrat la producció de petroli iniciada l'any 2000, l'economia segueix dependent de l'agricultura de subsistència, font de treball d'aproximadament el 80% de la seva població.
El Txad forma part del Banc dels Estats d'Àfrica Central, de la Comunitat Econòmica dels Estats d'Àfrica Central i de l'Organització per a l'Harmonització del Dret Mercantil a l'Àfrica. La seva moneda és el Franc CFA de l'Àfrica Central. La guerra civil va espantar els inversors estrangers, els qui van deixar el Txad entre 1979 i 1982, només recentment han començat a recuperar la confiança en el futur econòmic del país. Des de l'any 2000 la important inversió estrangera derivada del sector petrolier va començar, la qual cosa va impulsar les perspectives econòmiques.
Les exportacions de cotó, bestiar i goma aràbiga són les més importants fonts d'ingressos externs després del petroli. També els diners enviats per treballadors en l'exterior és una important font d'ingressos. A més el país és dependent d'ajuda estrangera i capital extern per a les inversions públiques i privades.
Recentment l'economia va ser afectada per l'alt cost de repatriar txadianes que van fugir de la violència en Sudan del Sud i en la República Centreafricana. Els principals obstacles a les inversions són les infraestructures limitades, pocs treballadors qualificats, excessiva burocràcia i corrupció.

## Agricultura i ramaderia

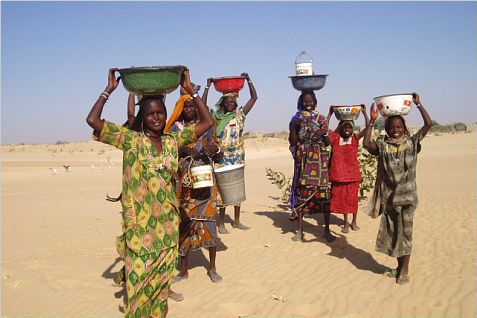
Dones a Mao, on l'aigua és administrada per una torre d'aigua. L'accés a l'aigua potable és sovint un problema al Txad.

Més del 80% de població del Txad viu de l'agricultura de subsistència i de la ramaderia per la seva sustentació. Els cultius i la ubicació dels ramats és determinat pel clima local. A la zona més austral del territori es troben el 10% de les terres agrícoles més fèrtils del país, amb rics cultius de sorgo i mill.
En el Sahel creixen només les varietats més dures de mill, encara que en menor quantitat que en el sud. D'altra banda, el Sahel és ideal per al pasturatge de grans ramats com cabres, ovelles, rucs i cavalls.
Els oasis dispersos pel desert de Sahara només produeixen dàtils i algunes llegums. Abans del desenvolupament de la indústria del petroli, la indústria del cotó dominava el mercat de treball i representava aproximadament el 80% dels guanys de les exportacions.
El cotó segueix sent la principal exportació del país, encara que no es disposa de xifres exactes. La rehabilitació de Cotontchad, la companyia de cotó més important del país que va sofrir un declivi en els preus del cotó a nivell mundial, és finançada per França, els Països Baixos, la Unió Europea i el Banc Internacional de Reconstrucció i Foment (BIRF), per la qual cosa s'espera que l'empresa paraestatal passi al sector privat.

## Petroli
ExxonMobil lidera un consorci entre Chevron i Petronas que ha invertit 3,7 milions de dòlars per a l'explotació de les reserves de petroli del sud del Txad, estimades en mil milions de barrils. La producció de petroli va començar el 2003 amb la realització d'un oleoducte (finançat en part pel Banc Mundial) que uneix els jaciments del sud a terminals de la costa atlàntica del Camerun.
Com a condició per a la seva assistència, el Banc Mundial va insistir que el 80% dels ingressos del petroli es gastessin en projectes de desenvolupament humà. El gener de 2006, el Banc Mundial va suspendre el seu projecte de préstec quan el govern del Txad va aprovar lleis per reduir els diners invertits en aquests programes. El 14 de juliol de 2006, el Banc Mundial i el Txad van signar un memoràndum d'enteniment en virtut del qual el govern del Txad es compromet a atorgar el 70% dels seus ingressos a programes de reducció de pobresa.

## Infraestructures

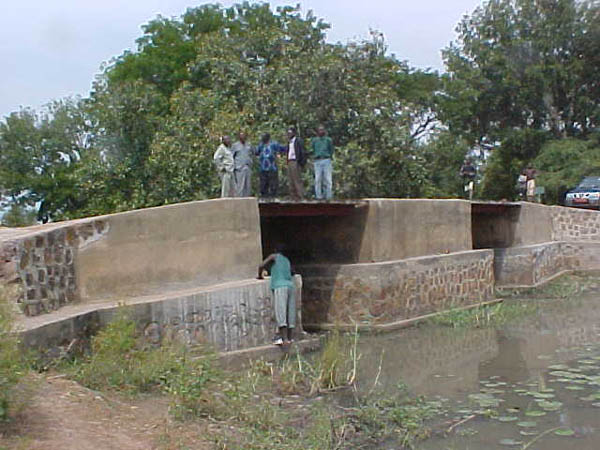
Un pont sobre el riu Bragoto.

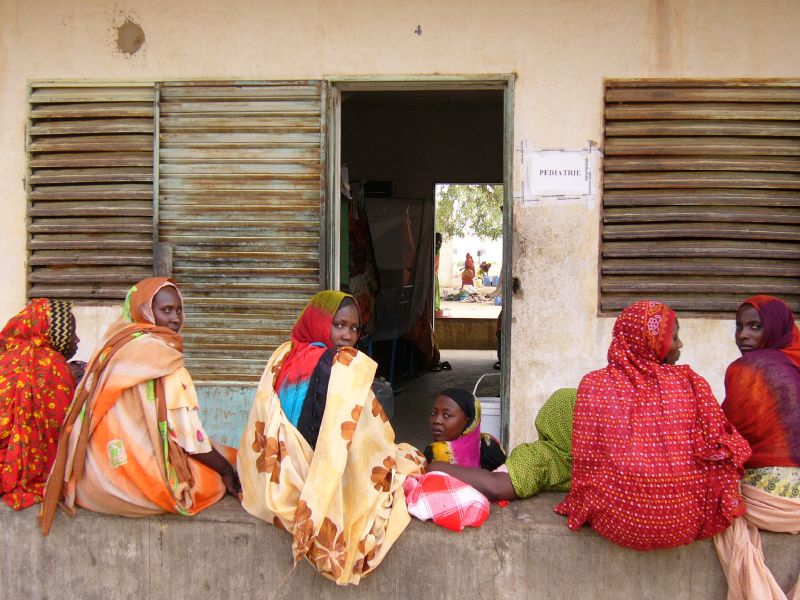
Hospital de maternitat al Txad. Encara que ha millorat, la infraestructura del Txad segueix sent menys desenvolupada que la dels seus veïns del nord.

La guerra civil va frenar el desenvolupament de la infraestructura de transport; el 1987 al Txad hi havia només 30 quilòmetres de carreteres asfaltades. Posteriors projectes de rehabilitació de carreteres van ampliar la xarxa a 550 quilòmetres el 2004.
No obstant això, la xarxa de carreteres és limitada, ja que sovint no es pot utilitzar durant diversos mesos de l'any. Sense cap ferrocarril de la seva propietat, el Txad depèn fortament del sistema de ferrocarril del Camerun per al transport de les exportacions del país i les importacions cap a i des del port de Douala.
Existeix un aeroport internacional a la capital, el qual ofereix vols directes regulars a París i a diverses ciutats africanes. El sistema de telecomunicacions és senzill i costós, el servei de telefonia fixa ho proporciona la companyia de telèfon d'estat SotelTchad. Existeixen només 14.000 línies telefòniques fixes al Txad, un dels més baixos índexs de densitat de línies telefòniques del món. El sector d'energia del Txad ha sofert d'anys de mala gestió de la paraestatal Societat d'Electricitat i Aigua del Txad (STEE), que proporciona energia pel 15% dels ciutadans de la capital i cobreix només la demanda de l'1,5% de la població nacional, el que obliga a molts txadians a utilitzar combustibles com el fem animal i la fusta. Les ciutats del Txad enfronten greus dificultats quant a la infraestructura municipal: només el 48% dels residents urbans tenen accés a aigua potable i només el 2% a condicions de sanejament bàsic.
L'audiència televisiva del país es limita a Yamena. L'única estació de televisió que posseeix el govern és TeleTchad. La ràdio té un abast molt major, amb tretze estacions de ràdio privada. Els periòdics estan limitats en quantitat i distribució i les xifres de circulació són petites a causa dels costos de transport, les taxes d'alfabetització baixes i la pobresa. Mentre la constitució defensa la llibertat d'expressió, el govern ha restringit regularment aquest dret i a la fi de 2006 va començar a promulgar un sistema de censura prèvia sobre els mitjans de comunicació.